# Art celta

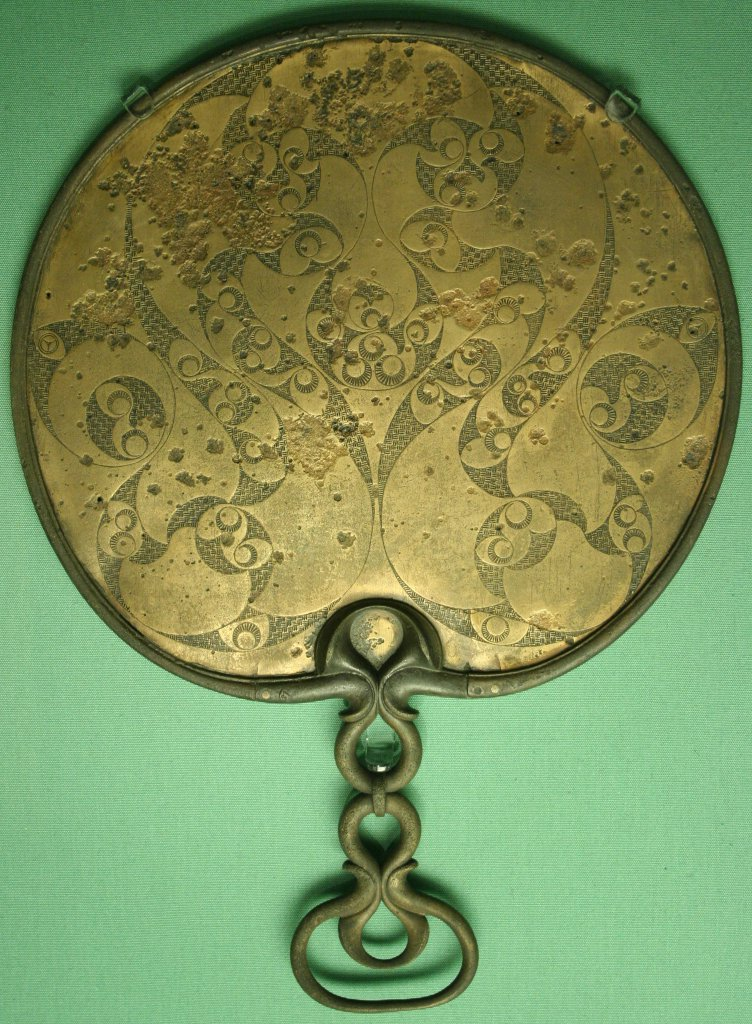
El revers d'un mirall de bronze britànic, 50 aC - 50 dC, que mostra el tema decoratiu de l'espiral i la trompeta de l'estil La Tène «insular» desaparegut.

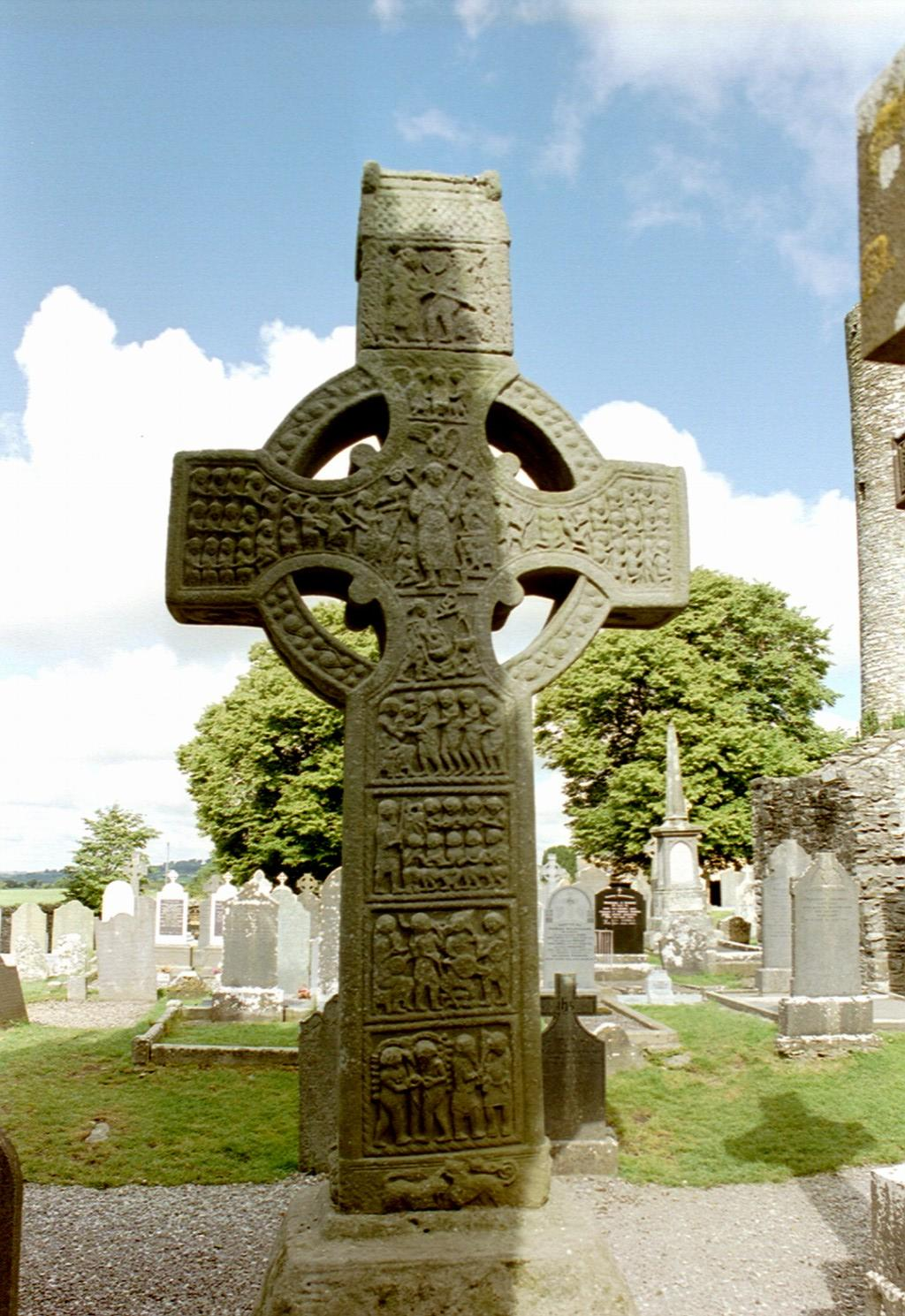
High Cross de Muiredach, Irlanda, principi del

El terme  art celta  al·ludeix a les expressions artístiques dels anomenats pobles celtes. És, però, una categoria subjectiva i discutida, tant com el mateix concepte de «civilització celta», com que s'aplica a un període molt dilatat i a múltiples cultures relacionades però diferents entre si.
De fet, l'expressió «art celta» s'empra sobretot amb relació a l'art pagà, tardà i cristià primerenc de les illes britàniques; l'expressió més notable en són els manuscrits il·lustrats altmedievals, ricament ornamentats amb elements estètics propis de l'art nadiu insular, com per exemple el Llibre de Kells, el Llibre de Durrow o els Evangelis de Lindisfarne. També en destaquen les pedres pictes escoceses, calzes, fermalls i creus celtes.
L'art celta és un terme difícil de definir, que cobreix una gran extensió de temps, geografia i cultures. S'ha defensat la continuïtat artística a Europa des de l'Edat del Bronze, i de fet l'Edat Neolítica anterior; tanmateix, els arqueòlegs generalment utilitzen «celta» per referir-se a la cultura de l'Edat del Ferro Europea al voltant de l'any 1000 aC, fins a la conquesta per part de l'Imperi Romà de la major part del territori en qüestió, i els historiadors de l'art solen començar a parlar de « Art celta» només des del període La Tène (a grans trets dels segles V al I aC) en endavant. Art celta primerenc és un altre terme utilitzat per a aquest període, que s'estén a Gran Bretanya fins al 150 dC aproximadament. L'art de la Edat Mitjana de Gran Bretanya i Irlanda, que va produir el Llibre de Kells i altres obres mestres, i és el que «l'art celta» evoca per a gran part del públic general del món de parla anglesa, s'anomena art insular a la història de l'art. Aquesta és la part més coneguda, però no la totalitat, de l'art celta de l'Alta Edat Mitjana, que també inclou el Pictish art of Scotland
Ambdós estils van absorbir influències considerables de fonts no celtes, però van mantenir una preferència per la decoració geomètrica sobre els temes figuratius, que sovint són extremadament estilitzats quan apareixen; les escenes narratives només apareixen sota influència externa. Són característiques les formes circulars energètiques, els triskeles i les espirals. Gran part del material supervivent és de metall preciós, cosa que sens dubte dona una imatge molt poc representativa, però a part de les Pedres pictes i les creus altes insulars, una gran escultura monumental, fins i tot amb talla decorativa , és molt rar. Possiblement, les poques figures masculines dempeus trobades, com el Guerrer de Hirschlanden i l'anomenat «Senyor de Glauberg», eren originàriament habituals a la fusta.
També cobreix el terme l'art visual del Renaixement celta (en general més notable per a la literatura) des del segle XVIII fins a l'era moderna, que va començar com un esforç conscient dels Celtes moderns, principalment. a les illes britàniques, per expressar l'autoidentificació i el nacionalisme, i es va popularitzar molt més enllà de les nacions celtes, i l'estil de les quals encara és actual en diverses formes populars, des de la creu celta monuments funeraris entrellaçar tatuatges. Coincidint amb els inicis d'una comprensió arqueològica coherent dels períodes anteriors, l'estil va utilitzar de manera autoconscient motius molt copiats d'obres dels períodes anteriors, més sovint l'Insular que l'Edat del Ferro. Una altra influència va ser l'art «vegetal» de La Tène tardà en el moviment Art Nouveau.
Normalment, l'art celta és ornamental, evitant les línies rectes i només de tant en tant utilitza la simetria, sense la imitació de la naturalesa central a la tradició clàssic, sovint implicant un simbolisme complex. L'art celta ha utilitzat una varietat d'estils i ha mostrat influències d'altres cultures en els seus nusos, espirals, patrons clau, lletres, zoomòrfics, formes vegetals i figures humanes. Com va dir l'arqueòloga Catherine Johns: «Comú a l'art celta en un ampli àmbit cronològic i geogràfic és un exquisit sentit de l'equilibri en la disposició i desenvolupament dels patrons. Les formes curvilínies s'estableixen de manera que es formen zones i espais plens positius i negatius. un tot harmònic. El control i la moderació es van exercir en l'ús de la textura i el relleu de la superfície. Es van dissenyar patrons curvilinis molt complexos per cobrir amb precisió les superfícies més incòmodes i de forma irregular».

## Antecedents

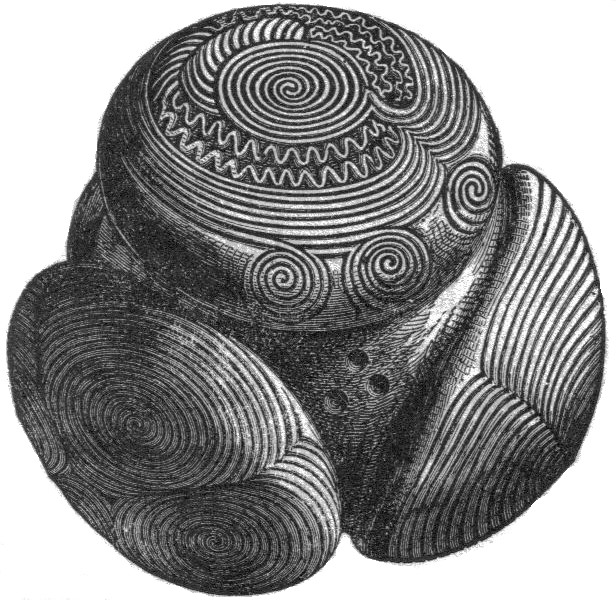
Bola de pedra tallada de Towie a Aberdeenshire, datada del 3200 al 2500 aC

Els pobles antics anomenats ara «celtes» parlaven un grup de llengües que tenien un origen comú en la llengua indoeuropea coneguda com a celta comú o protocelta. Aquest origen lingüístic compartit va ser una vegada àmpliament acceptat pels estudiosos per indicar pobles amb un origen genètic comú al sud-oest d'Europa, que havien estès llur cultura per emigració i invasió. Els arqueòlegs van identificar diversos trets culturals d'aquests pobles, inclosos els estils d'art, i van rastrejar la cultura fins a la cultura de Hallstatt i la cultura de La Tène anteriors. Estudis genètics més recents han indicat que diversos grups celtes no tots tenen ascendència compartida, i han suggerit una difusió i difusió de la cultura sense implicar necessàriament un moviment significatiu de pobles. Fins a quin punt la llengua, la cultura i la genètica «celtes» van coincidir i van interactuar durant els períodes prehistòrics segueix sent molt incerta i controvertida.
L'art celta s'associa amb els pobles coneguts com a celtes; els que parlaven les llengües celtes a Europa des de la prehistòria fins a l'època moderna, així com l'art dels pobles antics la llengua dels quals és incerta, però tenen similituds culturals i estilístiques amb parlants de llengües celtes.
El terme «celta» s'utilitzava a l'època clàssica com a sinònim dels gals (Κελτοι, Celtae). La forma anglesa és moderna, documentada des de 1607. A final del segle xvii, el treball d'estudiosos com Edward Lhuyd va atraure l'atenció acadèmica als vincles històrics entre el gal i els parlars britònic i Goidèlic, a partir del qual el terme es va aplicar no només als celtes continentals, sinó als de Gran Bretanya i Irlanda. Aleshores, al segle xviii, l'interès pel «primitivisme», que va portar a la idea del «noble salvatge», va provocar una onada d'entusiasme per totes les coses celtes i druidesic. El «renaixement irlandès» va venir després de la Llei d'Emancipació Catòlica de 1829 com un intent conscient de demostrar una identitat nacional irlandesa, i amb la contrapartida a altres països es va convertir posteriorment en el «Renaixement celta» .

## Períodes preceltes
La cultura arqueològica més antiga que s'anomena convencionalment celta, la cultura de Hallstatt (de «Hallstatt C» en endavant), prové de l'Edat del Ferro Europea, 800–450 aC. No obstant això, l'art d'aquest i períodes posteriors reflecteix una continuïtat considerable, i algunes correspondències a llarg termini, amb l'art anterior de les mateixes regions, la qual cosa pot reflectir l'èmfasi de l'estudi recent sobre la «celtització» per aculturació entre una població relativament estàtica, en contraposició a les teories més antigues de migracions i invasions. L'art megalític a gran part del món fa servir un vocabulari misteriós semblant de cercles, espirals i altres formes corbes, però crida l'atenció que les restes més nombroses d'Europa siguin els grans monuments, amb molts dibuixos rupestres restants. Per la cultura neolítica de la vall de Boyne a Irlanda, a unes poques quilòmetres dels centres d'art insular de l'Edat Mitjana uns quatre mil anys més tard. Bretanya també es defineix avui com a celta. Altres correspondències es troben entre les lúnules d'or i grans collars de l'Edat del Bronze Irlanda i Europa i els torcs dels celtes de l'Edat del Ferro, tots ornaments elaborats que es porten al coll. Les terminacions en forma de trompeta de diversos tipus de joies irlandeses de l'edat del bronze també recorden motius populars en la decoració celta posterior.

## Edat del ferro; Art celta primerenc

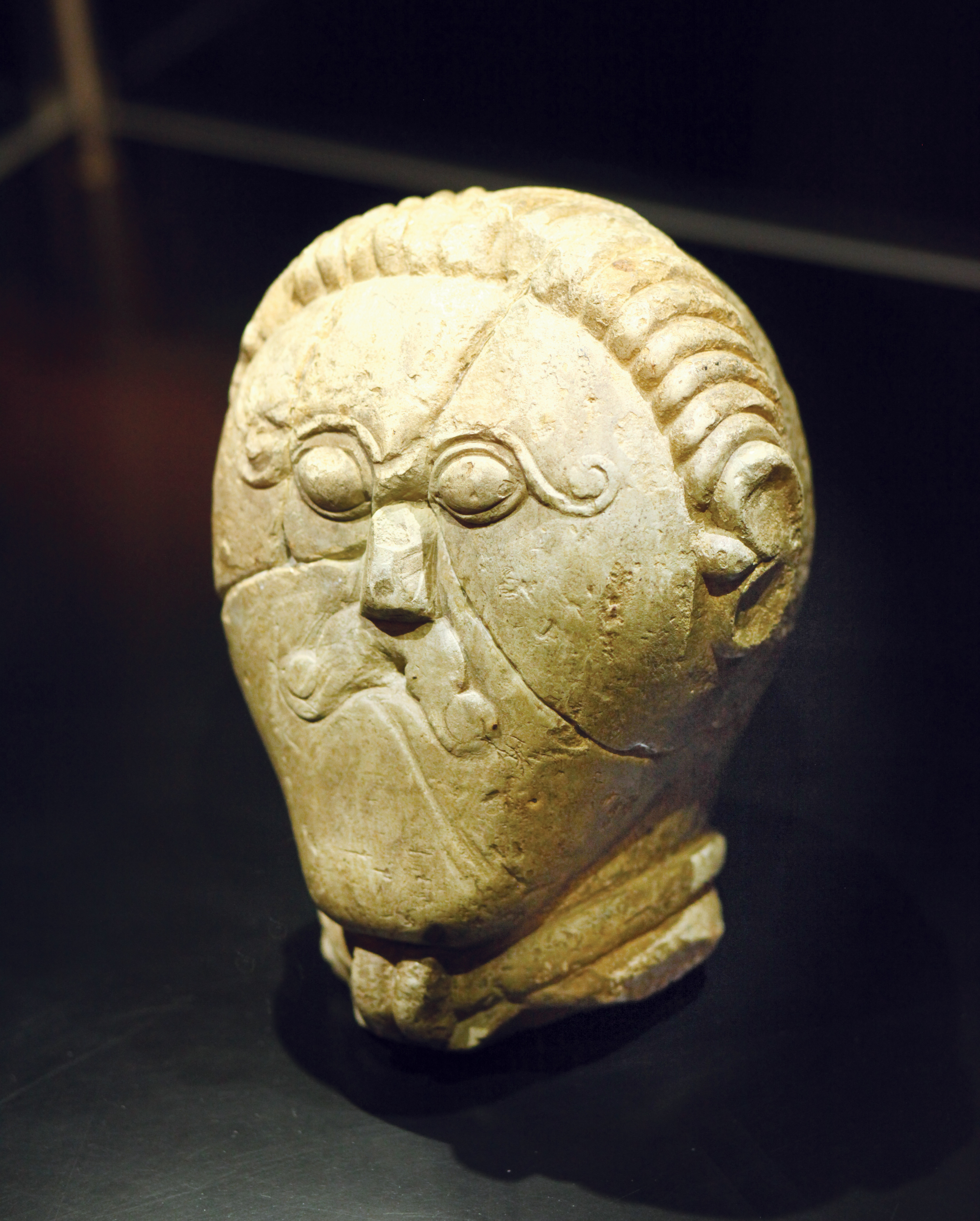

A diferència de la cultura rural dels habitants de l'Edat del Ferro de les «nacions celtes» modernes, la cultura celta continental de l'Edat del Ferro tenia molts assentaments fortificats, alguns molt grossos, per als quals la paraula romana per «ciutat», oppidum, és ara utilitzat. Les elits d'aquestes societats tenien una riquesa considerable i importaven objectes grossos i cars, de vegades francament cridaners, de cultures veïnes, alguns dels quals s'han recuperat de les tombes. El treball de l'emigrat alemany a Oxford, Paul Jacobsthal (1880-1957), roman la base de l'estudi de l'art de l'època, especialment al llibre Early Celtic art ('Art celtic primerenc') de 1944.
La cultura de Hallstatt va produir art amb ornaments geomètrics, però marcat per patrons de línies rectes i rectangles en lloc de corbes; els patrons sovint són complicats i omplen tot l'espai disponible, i almenys en aquest sentit espera amb interès els estils celtes posteriors. Els lingüistes generalment estan satisfets que la cultura Halstatt es va originar entre persones que parlaven llengües celtes, però els historiadors de l'art sovint eviten descriure l'art Halstatt com a «celta».
A mesura que la societat de Halstatt es va fer cada cop més rica i, tot i estar totalment enclavada a la seva zona principal, vinculada pel comerç a altres cultures, especialment a la Mediterrània, comencen a aparèixer objectes d'importació d'estils radicalment diferents, fins i tot les sedes xineses. Un exemple famós és el crater grec de la Tomba de Vix a Borgonya, que es va fer a la Magna Grècia (el sud grec d'Itàlia) c. 530 aC, unes dècades abans que fos dipositat. Es tracta d'un enorme recipient de mescla de vi de bronze, amb una capacitat de 1.100 litres. Un altre enorme vaixell grec a la Tomba del cap de Hochdorf està decorat amb tres lleons jacents a la vora, un dels quals és un reemplaçament per un artista celta que fa pocs intents de copiar. l'estil grec dels altres. Les formes característiques de la cultura de Hallstatt es poden trobar tan lluny de la principal àrea de la cultura centreeuropea com Irlanda, però barrejades amb tipus i estils locals.

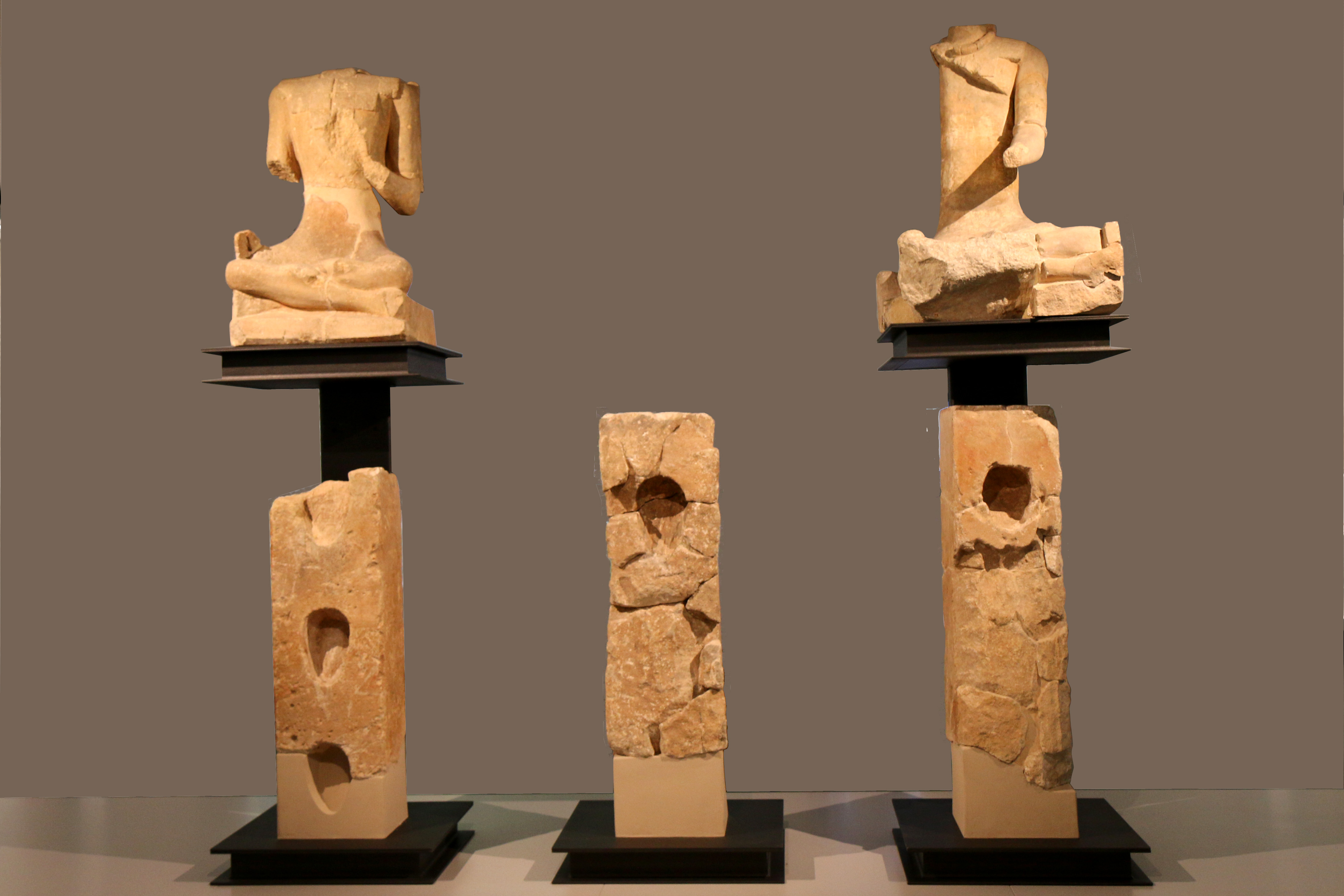
Escultura de Roquepertuse, incloent «nínxols de crani» i figures assegudes

Sí que apareixen figures d'animals i humans, sobretot en obres amb un element religiós. Entre els objectes més espectaculars hi ha els “vagons de culte” en bronze, que són grans carros de rodes que contenen grups amuntegats de figures dempeus, de vegades amb un gran bol muntat en un eix al centre de la plataforma, probablement per a ofrenes als déus; s'han trobat alguns exemples a les tombes. Les figures es modelen de manera relativament senzilla, sense gaire èxit en el naturalisme anatòmic detallat en comparació amb les cultures més al sud, però sovint aconseguint un efecte impressionant. També hi ha diverses figures de pedra individuals, sovint amb una «corona de fulla": dues projeccions arrodonides planes, «que s'assemblen a un parell de comes inflades», que s'aixequen darrere i al costat del cap, probablement un signe de divinitat.
Els caps humans sols, sense cossos, són molt més comuns, apareixen amb freqüència en relleu en tot tipus d'objectes. A l'època de La Tène sovint emergeixen cares (juntament amb caps d'ocell) d'una decoració que al principi sembla abstracta, o basada en plantes. Els jocs es juguen amb cares que canvien quan es veuen des de diferents direccions. En figures que mostren tot el cos, el cap sovint és massa gran. Hi ha proves que el cap humà tenia una importància especial en les creences religioses celtes.
Els conjunts més elaborats d'escultura en pedra, inclosos els relleus, provenen del sud de França, a Roquepertuse i Entremont, properes a zones colonitzades pels grecs. És possible que grups similars a la fusta estiguessin generalitzats. Roquepertuse sembla que va ser un santuari religiós, la pedra del qual inclou el que es creu que eren nínxols on es col·locaven els caps o els cranis dels enemics. Aquests estan datats al segle III aC, o de vegades anteriors.
En general, el nombre de troballes d'alta qualitat no és gran, sobretot si es compara amb el nombre de supervivències de les cultures mediterrànies contemporànies, i hi ha una divisió molt clara entre els objectes d'elit i els béns molt més senzills utilitzats per la majoria de la gent. Hi ha molts torcs i espases (el lloc de La Tène va produir més de 3.000 espases, aparentment exvots), però les troballes més conegudes, com el cap txec de dalt, les plaques de sabates de Hochdorf i el Waterloo Helmet, sovint no tenen altres troballes semblants per a la comparació. És evident que el contingut religiós en l'art és rar, però se sap poc sobre la importància que la major part de la decoració d'objectes pràctics va tenir per als seus creadors, i el tema i el significat dels pocs objectes sense una funció pràctica són igualment poc clars.

### Galeria Hallstatt

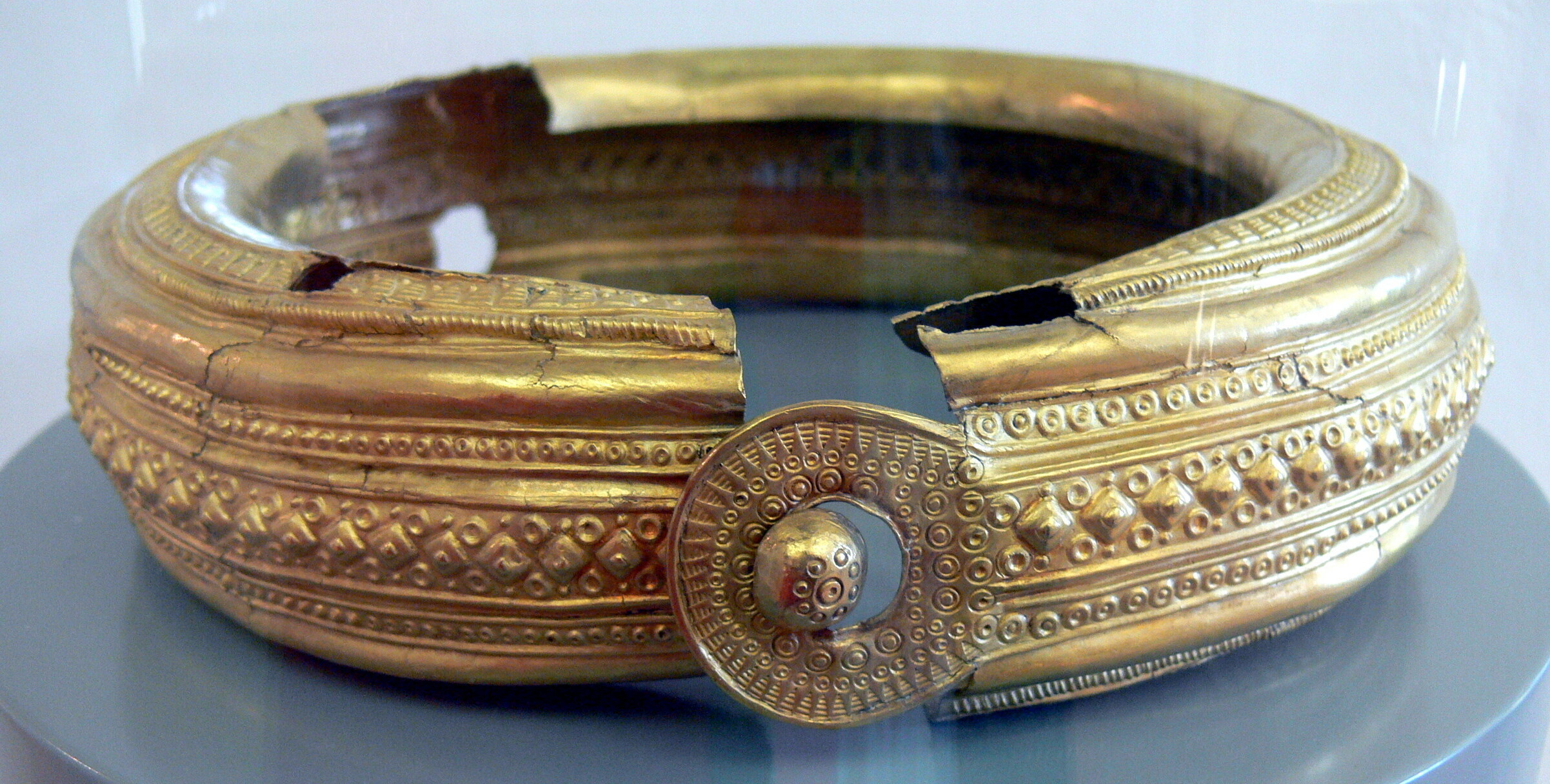
Collar d'or d'Hallstatt tardà d'Àustria, c. 550 aC
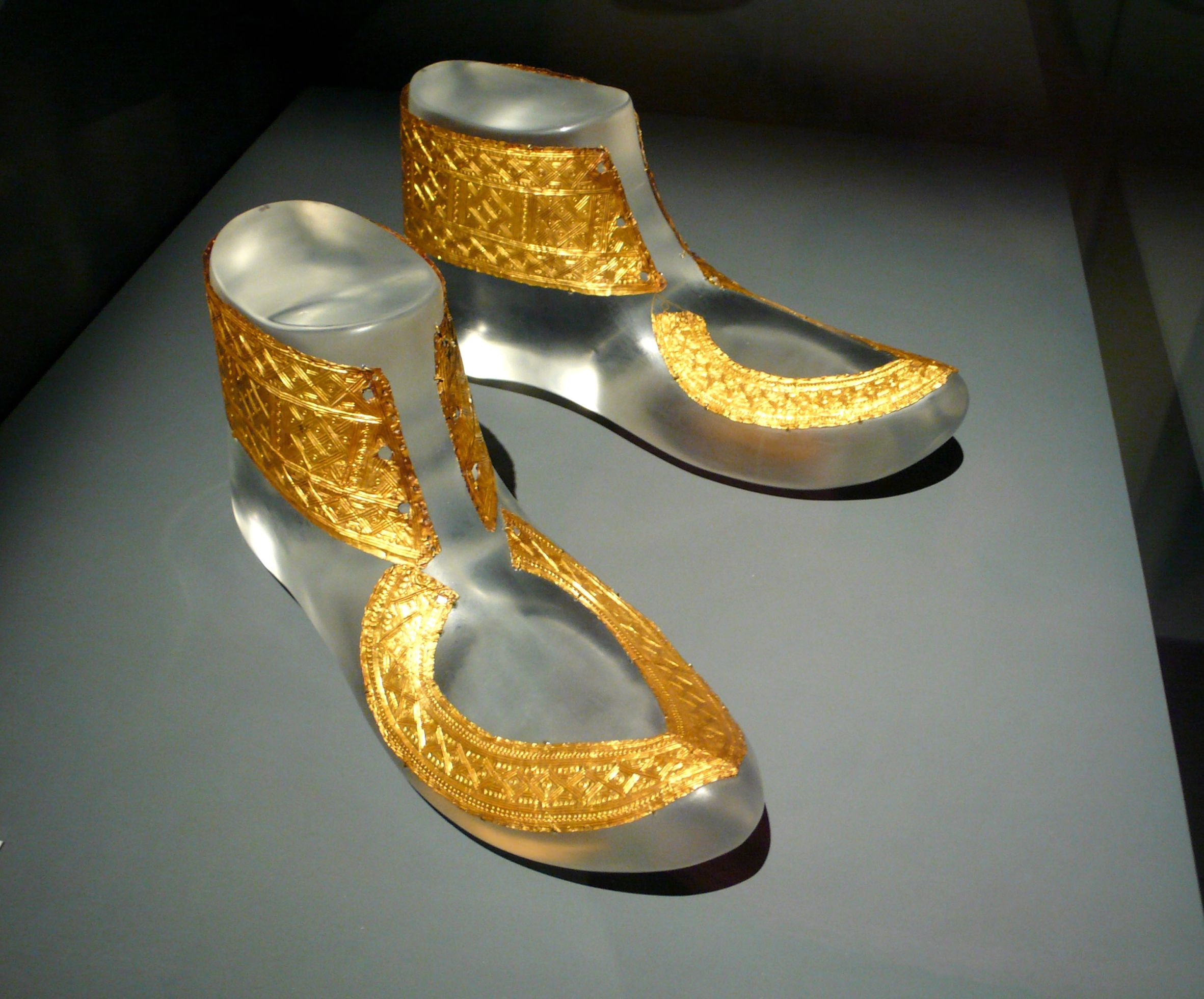
Plaques de sabates d'or de la Tomba del cap de Hochdorf, Alemanya, c. 530 aC
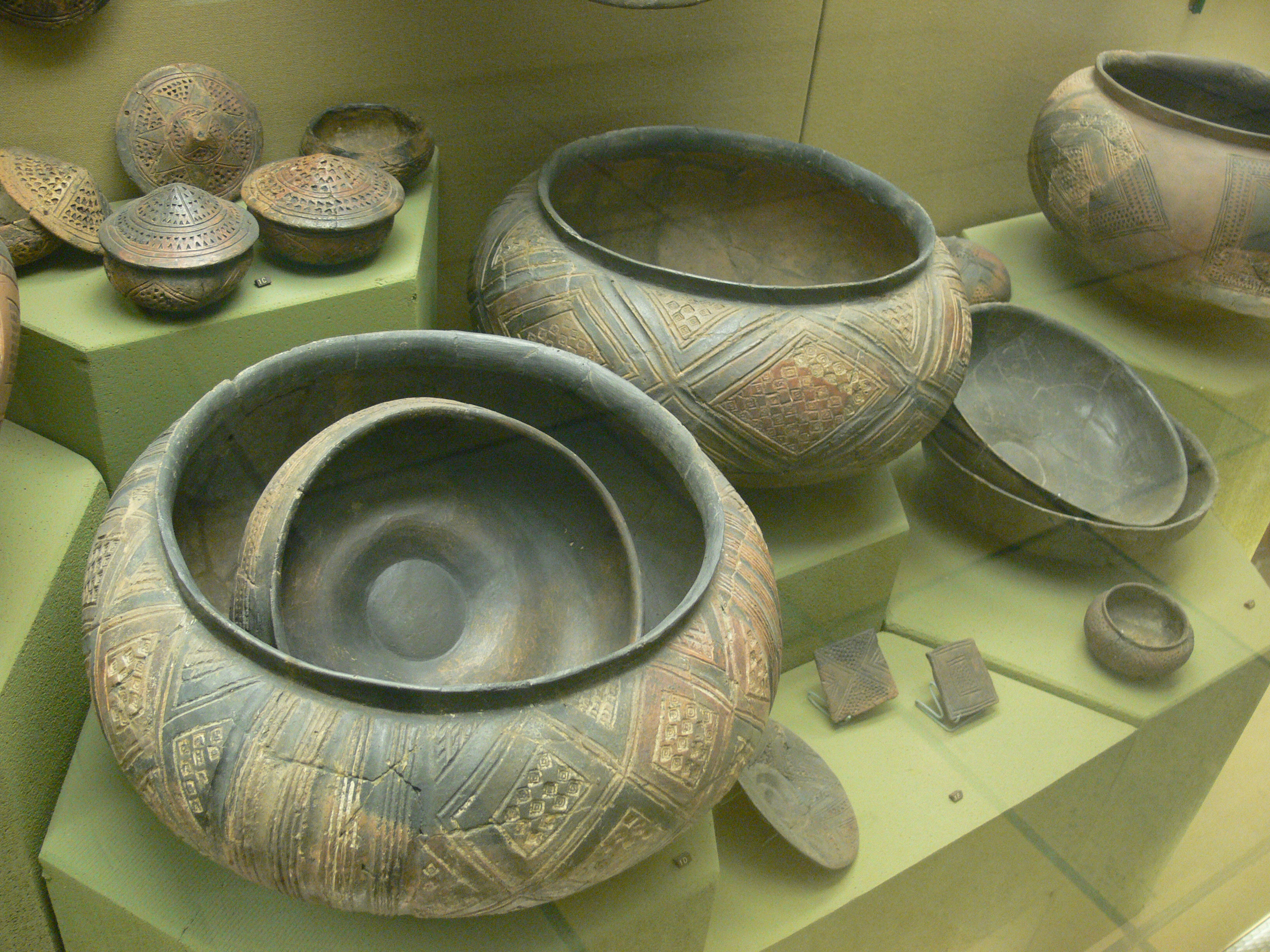
Ceràmica de Heuneburg, Alemanya
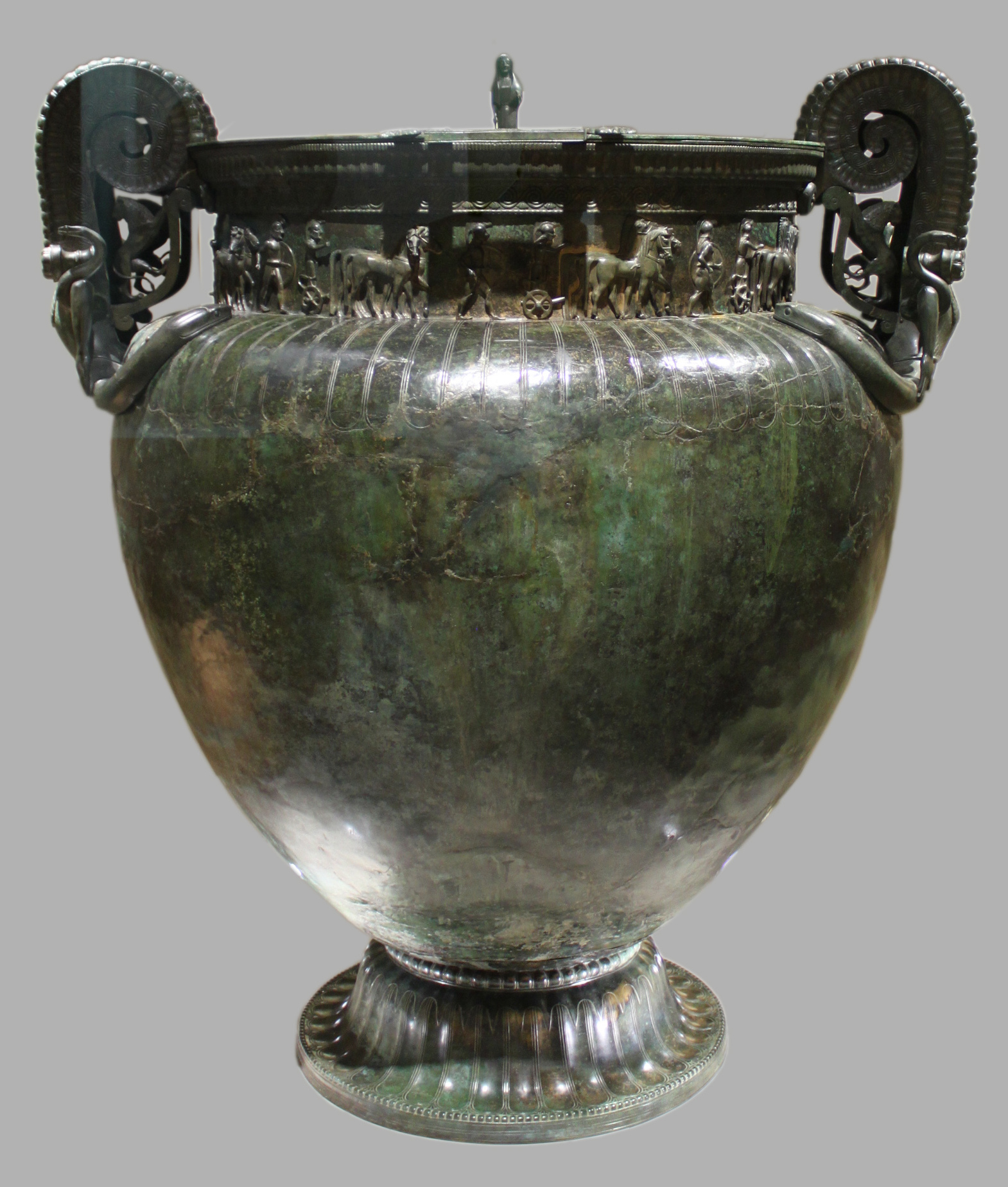
El Vix Krater grec importat, trobat a la Tomba de Vix, França.
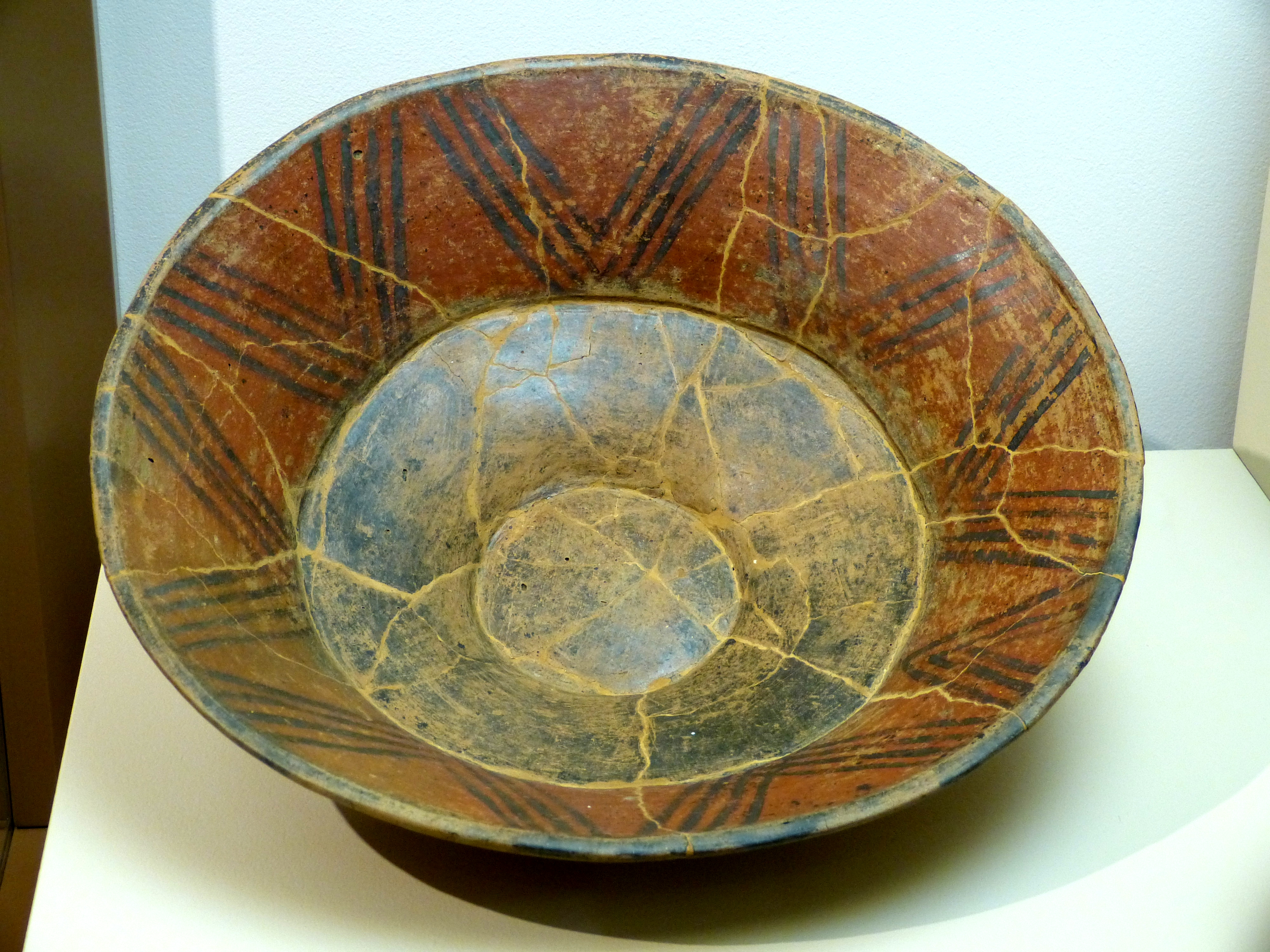
Bol de ceràmica de la cultura de Hallstatt, d'una tomba d'Alburg - Hochwegfeld, Alemanya.
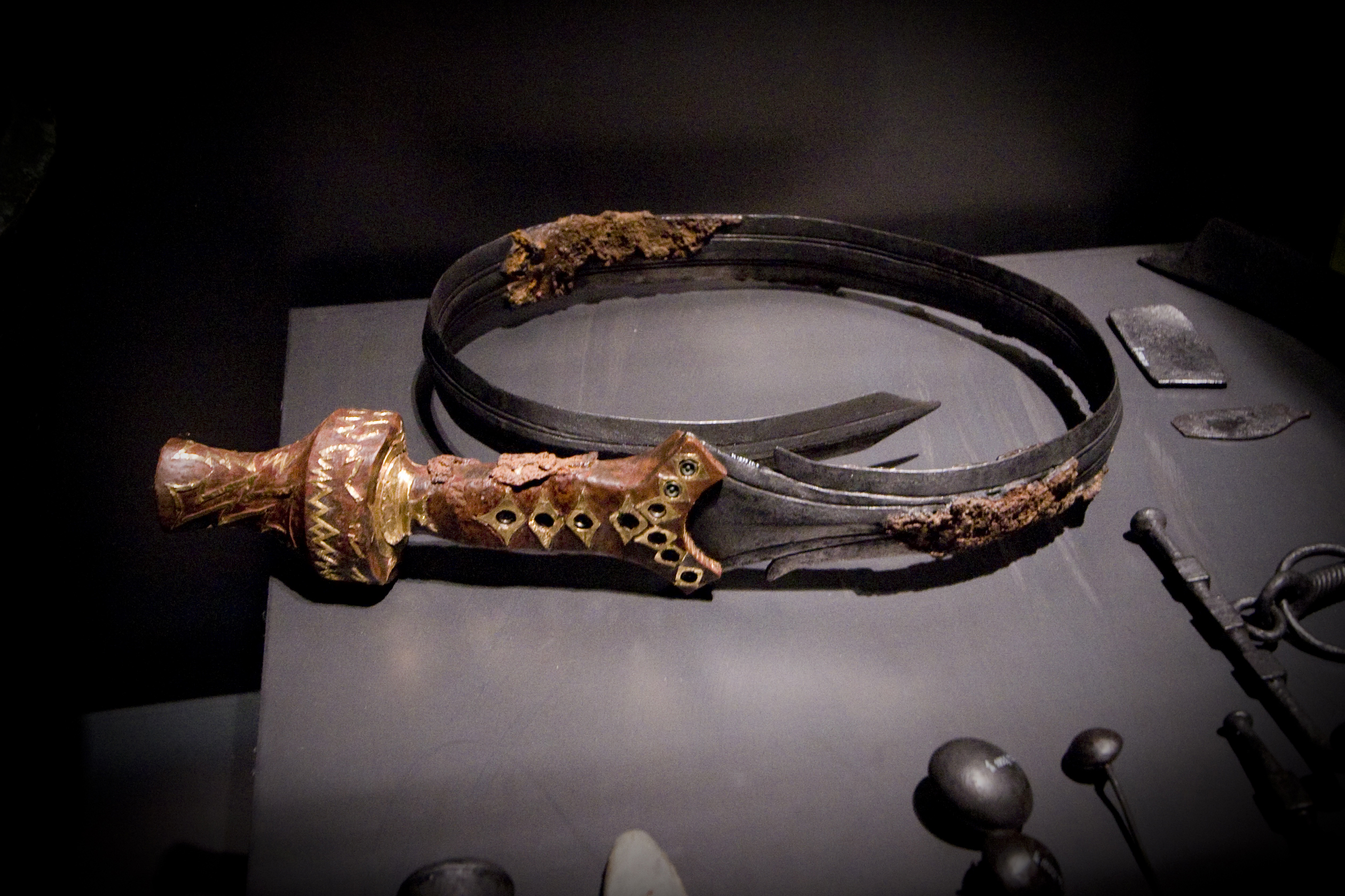
Espasa doblegada decorada, part de les troballes a la tomba d'un noble a Oss (Països Baixos). Cap al 826-600 aC.
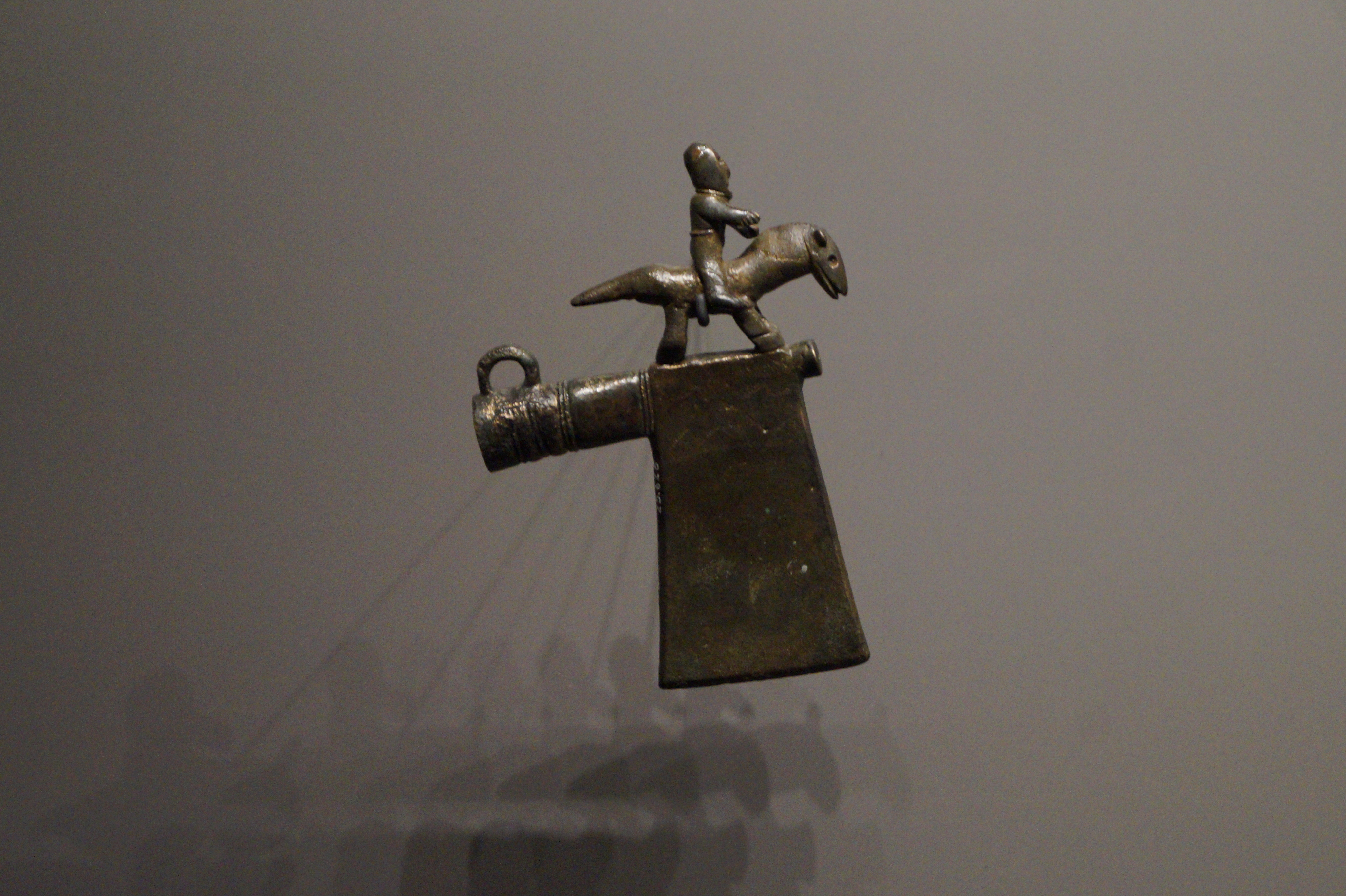
Cap de destral amb figura decorativa, 800-600 aC
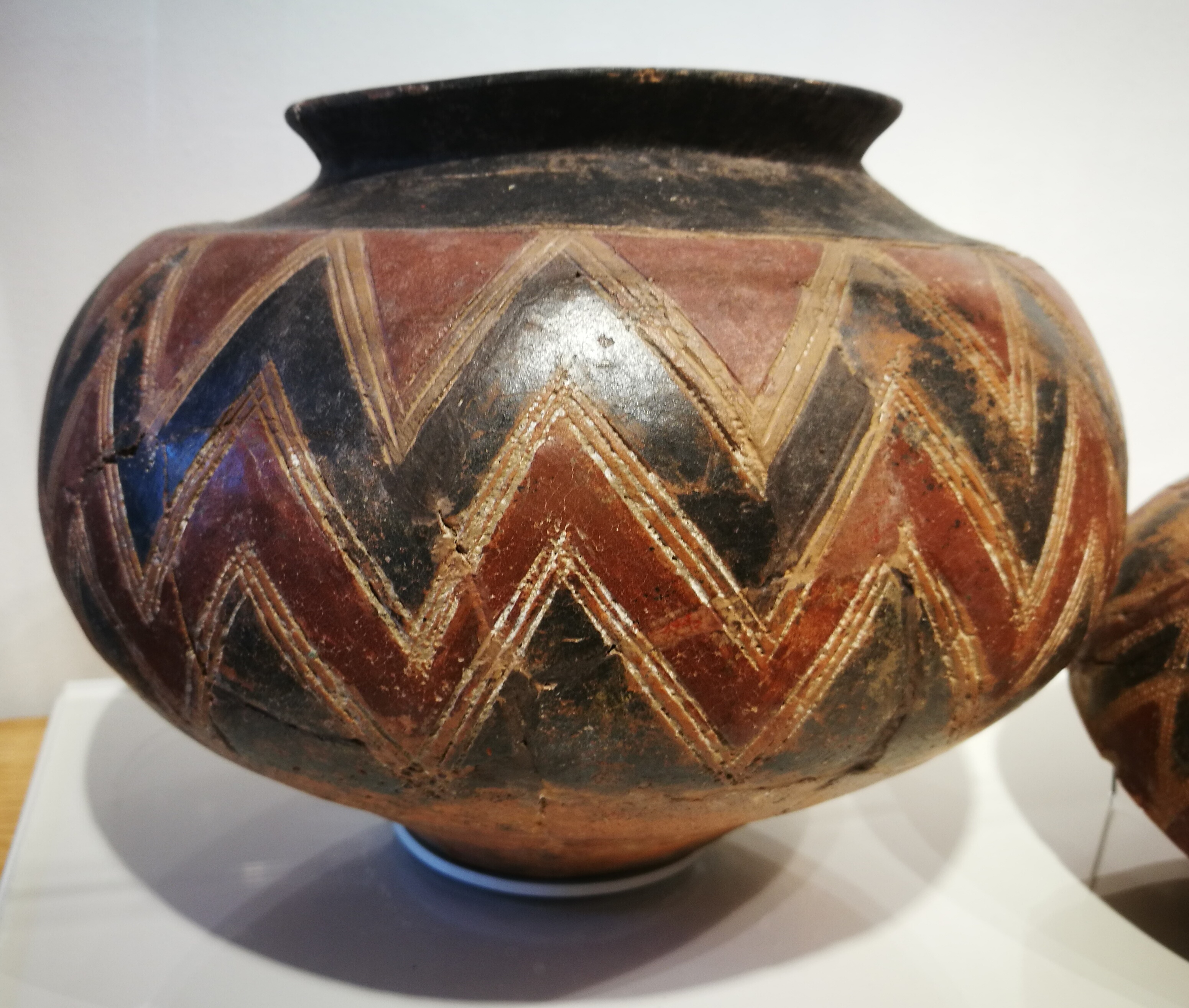
Ceràmica decorada amb incisions i pintura, cap al 600 aC

## Estil La Tène

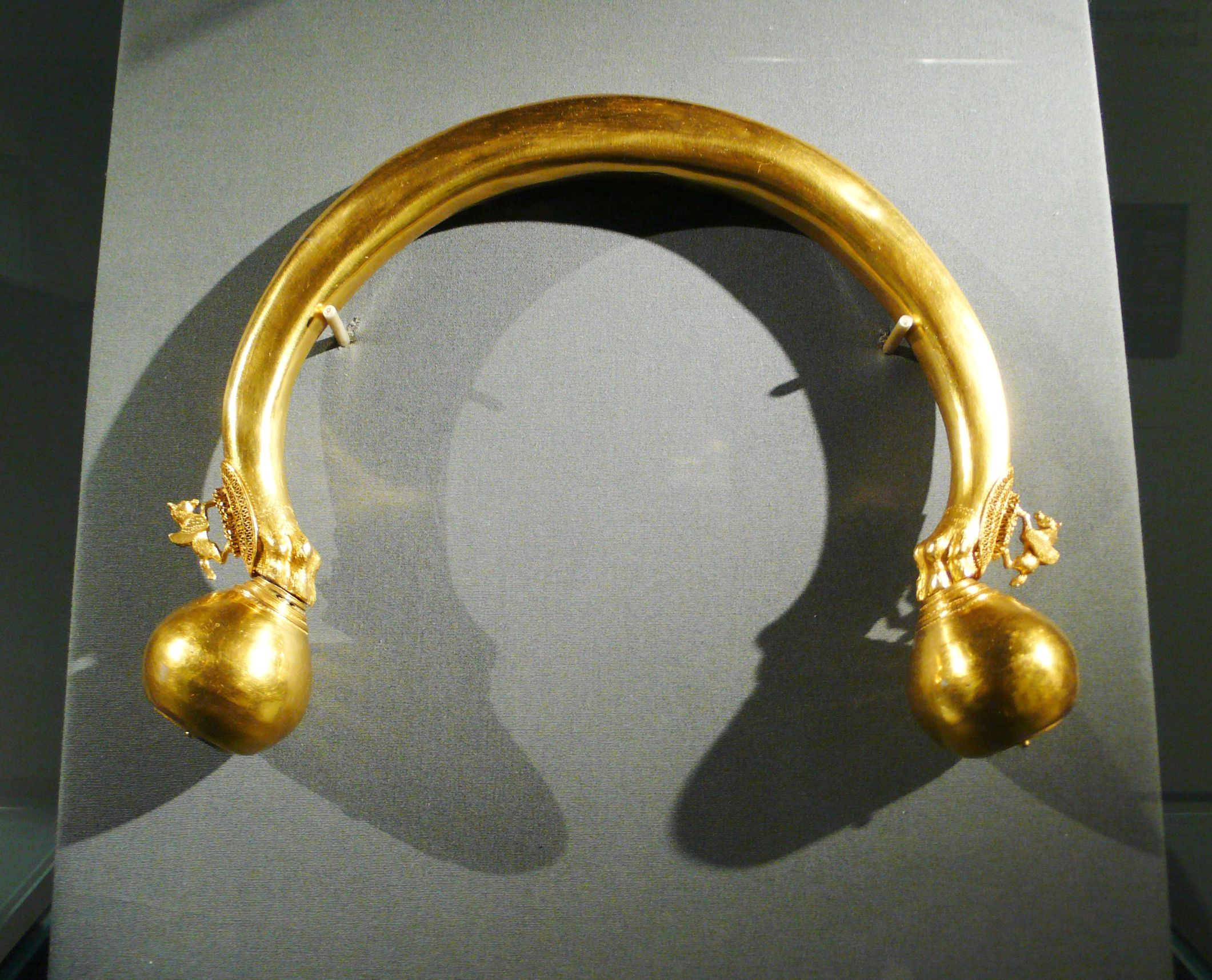
Torc de la Tomba de Vix, 480 aC

Cap al 500 aC l'estil La Tène, que porta el nom d'un lloc a Suïssa, va aparèixer força sobtada, coincidint amb algun tipus de trastorn social que va implicar un desplaçament dels principals centres en direcció nord-oest. La zona central on es troben especialment els jaciments rics és al nord de França i l'oest d'Alemanya, però durant els tres segles següents l'estil es va estendre molt àmpliament, fins a Irlanda, Itàlia i l'Hongria moderna. En alguns llocs, els celtes eren invasores i invasors agressius, però en altres llocs la difusió de la cultura material celta pot haver implicat només petits moviments de persones, o cap. L'estil de La Tène primerenc va adaptar motius ornamentals de cultures estrangeres en alguna cosa clarament nou; la complicada cervesa d'influències que inclouen l'art escita i la dels grecs i l'etruscs entre d'altres. L'ocupació per part de l'Imperi aquemènida persa de Tràcia i Macedònia cap al 500 aC és un factor d'importància incerta. L'estil La Tène és «un art curvilini altament estilitzat basat principalment en motius clàssics vegetals i de fullatge, com ara formes de palmeta frondosa, ceps, zarcillos i flors de lotus juntament amb espirals, rotlles en S, lira i trompeta. formes».
Els objectes més luxosos, els materials imperibles dels quals acostumen a significar que són els més ben conservats a part de la ceràmica, no refuten les opinions estereotipades dels celtes que es troben en els autors clàssics, on se'ls representa principalment interessats en la festa i la lluita, així com com a exhibició ostentosa. La societat estava dominada per una aristocràcia guerrera i l'equipament militar, encara que en versions cerimonials, i els envasos per beure, representen la majoria de les troballes més grans i espectaculars, a part de les joies. Malauradament per a l'arqueòleg, els rics enterraments «principals» característics del període Hallstatt es redueixen molt, almenys en part a causa d'un canvi d'enterraments d'inhumació a cremació.
El torc era evidentment un marcador clau d'estatus i molt utilitzat, en una varietat de metalls sens dubte reflectint la riquesa i l'estatus del propietari. Les polseres i els braçalets també eren habituals. Una excepció a la manca general de representacions de la figura humana i a la manca de supervivència dels objectes de fusta són certs jaciments d'aigua dels quals hi ha un gran nombre. s'han recuperat petites figures tallades de parts del cos o figures humanes senceres, que se suposa que són exvots que representen la localització de la malaltia del suplicant. El més gran d'ells, a Source-de-la-Roche, Chamalières, França, va produir més de 10.000 fragments, la majoria ara a Clermont-Ferrand.

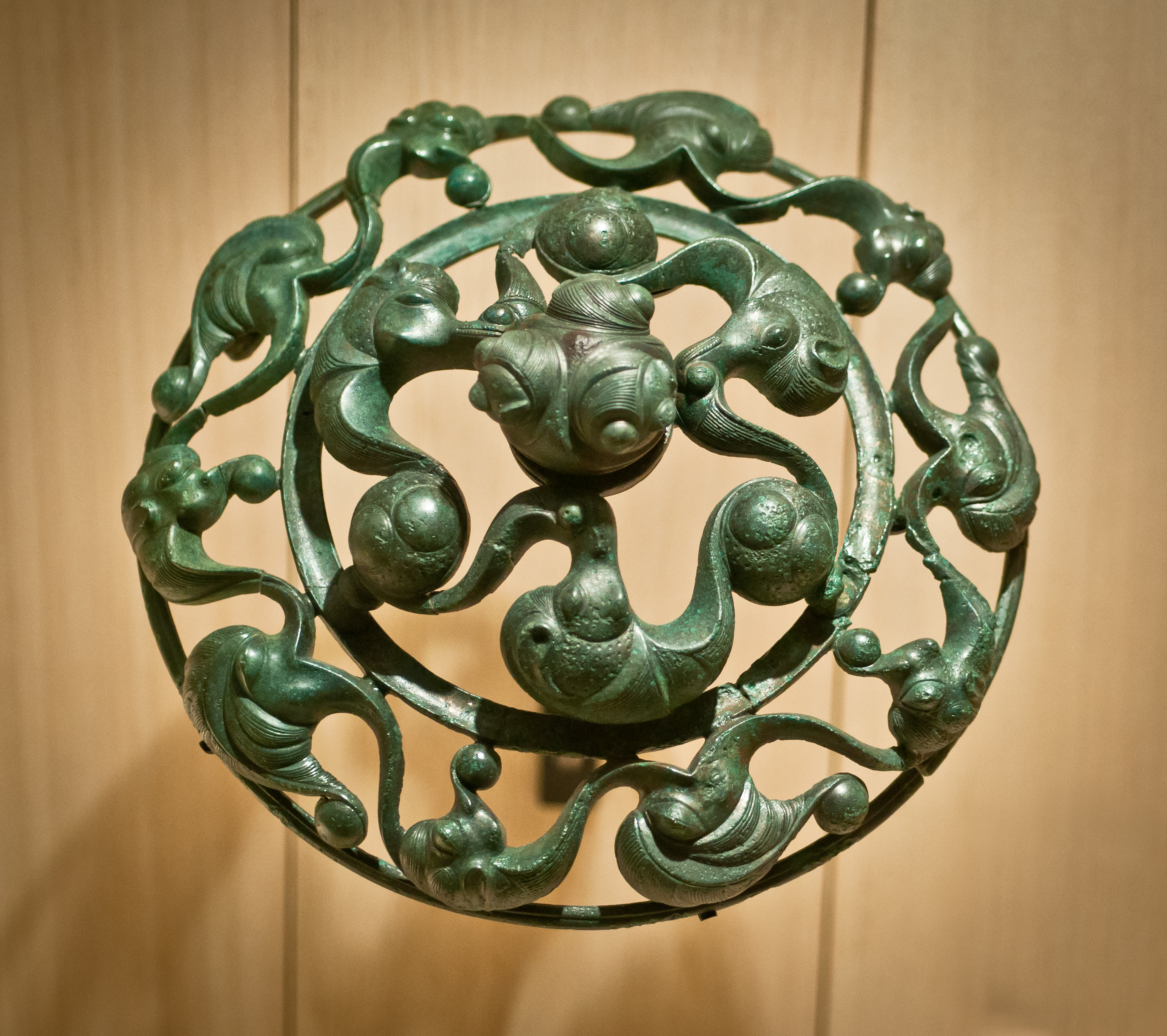
Accessor de bronze de França a l'estil «vegetal"

Es distingeixen diverses fases de l'estil, sota una varietat de noms, incloent sèries numèriques (De Navarro) i alfabètiques. En general, hi ha un ampli acord sobre com demarcar les fases, però els noms utilitzats difereixen, i ara és molt menys segur que es van succeir en seqüència cronològica. En una versió de la divisió de Jacobsthal, la fase «primera» o «estricta», De Navarro I, on els motius importats segueixen sent reconeixibles, és succeïda pel «vegetal», «vegetal continu», «estil Waldalgesheim», o De Navarro II, on l'ornament està «típicament dominat per vrilles de diversos tipus que es mouen contínuament, girant i girant en moviment inquiet per la superfície».
i al segle III aC els celtes van començar a produir monedes, imitant els tipus grecs i posteriors romans, al principi força de prop, però gradualment deixant que el seu propi gust s'apodera, de manera que les versions basades en sobris caps clàssics broten enormes masses ondulades de cabells diverses vegades més grans. que les seves cares, i els cavalls es formen amb una sèrie d'elements vigorosament corbats.
Una forma aparentment única al sud de la Gran Bretanya era el mirall amb nansa i decoració complexa, majoritàriament gravada, al dors d'una placa de bronze; la part frontal molt polida serveix de mirall. Cadascun dels més de cinquanta miralls trobats té un disseny únic, però la forma essencialment circular del mirall presumiblement va dictar els sofisticats motius curvilinis abstractes molt dominants en la decoració.
Malgrat la importància d'Irlanda per a l'art celta de l'Edat Mitjana, el nombre d'artefactes que mostren l'estil La Tène que es troben a Irlanda és petit, tot i que sovint són de molt alta qualitat. Alguns aspectes de la metal·lúrgia de Hallstatt havien aparegut a Irlanda, com ara les chapes de beina, però l'estil La Tène no es troba a Irlanda abans d'algun moment entre el 350 i el 150 aC, i fins a aquesta darrera data es troba principalment a l'època moderna. Irlanda del Nord, sobretot en una sèrie de plaques de beina gravades. Després, tot i que Irlanda romania fora de l'Imperi Romà que va engolir les cultures celta continental i britànica, l'art irlandès està subjecte a una influència contínua des de l'exterior, a través del comerç i, probablement, de les afluències periòdiques de refugiats de Gran Bretanya, tant abans com després de la invasió romana. Encara no és clar si alguns dels objectes més notables trobats de l'època es van fer a Irlanda o en altres llocs, tan lluny com Alemanya i Egipte en casos concrets.

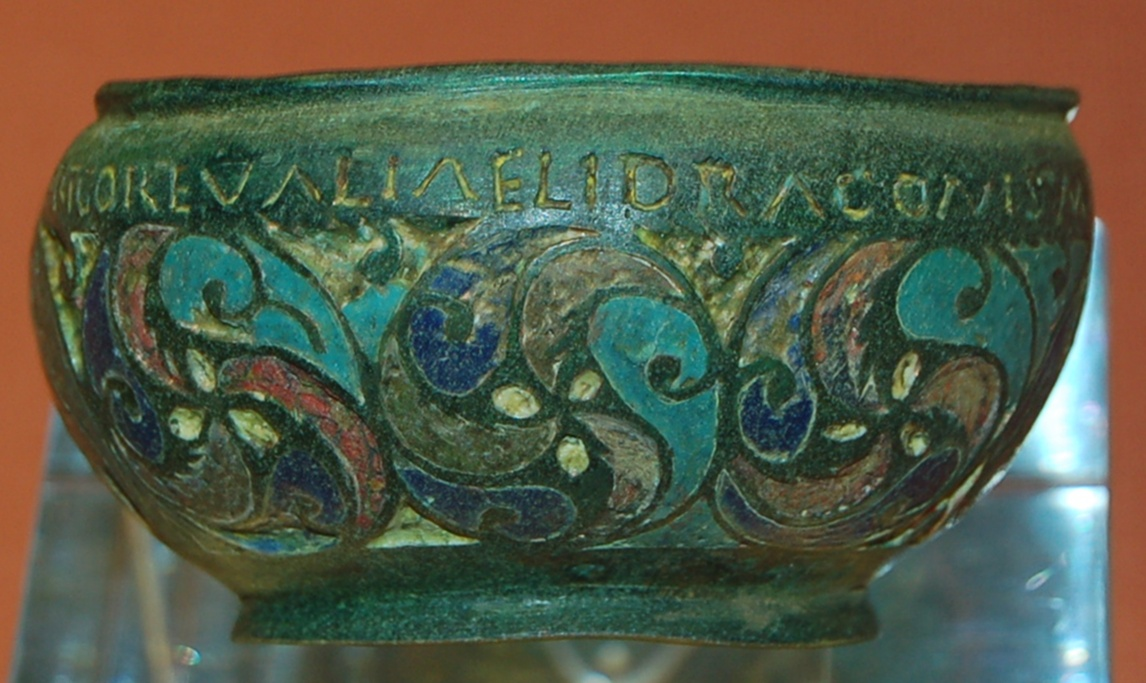
La Staffordshire Moorlands Pan, romano-britànic del, amb esmalt.

Però a Escòcia i a les parts occidentals de Gran Bretanya, on els romans i més tard els anglosaxons es van retenir en gran manera, les versions de l'estil La Tène es van mantenir en ús fins que es va convertir en un component important del nou estil insular que es va desenvolupar per satisfer les necessitats de poblacions recentment cristianitzades. De fet, al nord d'Anglaterra i Escòcia la majoria de troballes posteriors a la invasió romana del sud. Tanmateix, tot i que hi ha bones troballes irlandeses dels segles I i II, hi ha poc o gens a l'estil La Tène dels segles III i IV, una període d'inestabilitat a Irlanda.
Després de les conquestes romanes, alguns elements celtes van romandre en l'art popular, especialment la ceràmica romana antiga, de la qual la Gàl·lia va ser en realitat la productora més gran, sobretot en estils italians, però també produint obres de gust local, inclosa la figura s de divinitats i mercaderies pintades amb animals i altres temes en estils molt formalitzats. La Gran Bretanya romana va produir una sèrie d'articles utilitzant formes romanes com la peroné però amb un ornament d'estil La Tène, la datació del qual pot ser difícil, per exemple un «collar de llautó amb frontisses» de l'època de la conquesta romana mostra una decoració celta en un context romà. Gran Bretanya també va fer més ús de l'esmalt que la majoria de l'Imperi, i en objectes més grans, i el seu desenvolupament de la tècnica champlevé probablement va ser important. al posterior art medieval de tot Europa, del qual l'energia i la llibertat derivades de la decoració insular va ser un element important. Decoració d'esmalt a fermall penannulares, broche dragonses, i bols penjantss sembla demostrar una continuïtat en Decoració celta entre obres com la Staffordshire Moorlands Pan i la floració de l'art insular cristià a partir del segle VI.

## Art celta insular
L'art celta insular, amb els seus característics motius de llaços i espirals, està estretament relacionat amb (i influenciat per) l'art ornamental i zoomòrfic viking, sobretot l'estil Borre.

###### Característiques de l'art cèltic insular

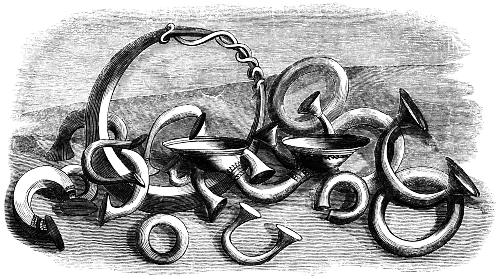
Monedes celtes..

- Abstracció geomètrica: es desmaterialitza l'art, guardant només les línies essencials de la figura representada o fins i tot prescindint-ne totalment (espirals, entrellaçats, etc.). Les formes es redueixen a esquemes geomètrics.
- Creativitat: moltes vegades l'obra només és un pretext per donar curs a la tècnica i la imaginació de l'artista.
- Horror vacui: l'anomenat horror al buit, encunyat pels romans (vegeu la Columna de Trajà) també és molt característic de l'art celta. No es troba pràcticament cap punt buit en l'espai disposat per l'artista.
- Zoomorfisme: els animals, ja siguin una espècie existent o bé de caràcter fantàstic, tenen preferència a l'hora de ser inclosos en la decoració cèltica. Probablement, aquestes figures van tenir en el seu origen un caràcter totèmic.
- Predominança de l'ornamentació sobre el contingut: l'artista celta pot situar una escena al centre de l'obra, però sempre es recrearà en els adorns secundaris, que semblen el més atractiu per a ell i que reflecteixen millor la seva manera d'expressar-se.

En resum, l'art cèltic es caracteritza pel seu simbolisme i gust per la geometria, i produeix una sensació de «caos ordenat» amb les seves formes bigarrades però simètriques. No desconeix cert naturalisme, però estilitza el que plasma fugint del realisme total.

## Art celtiber

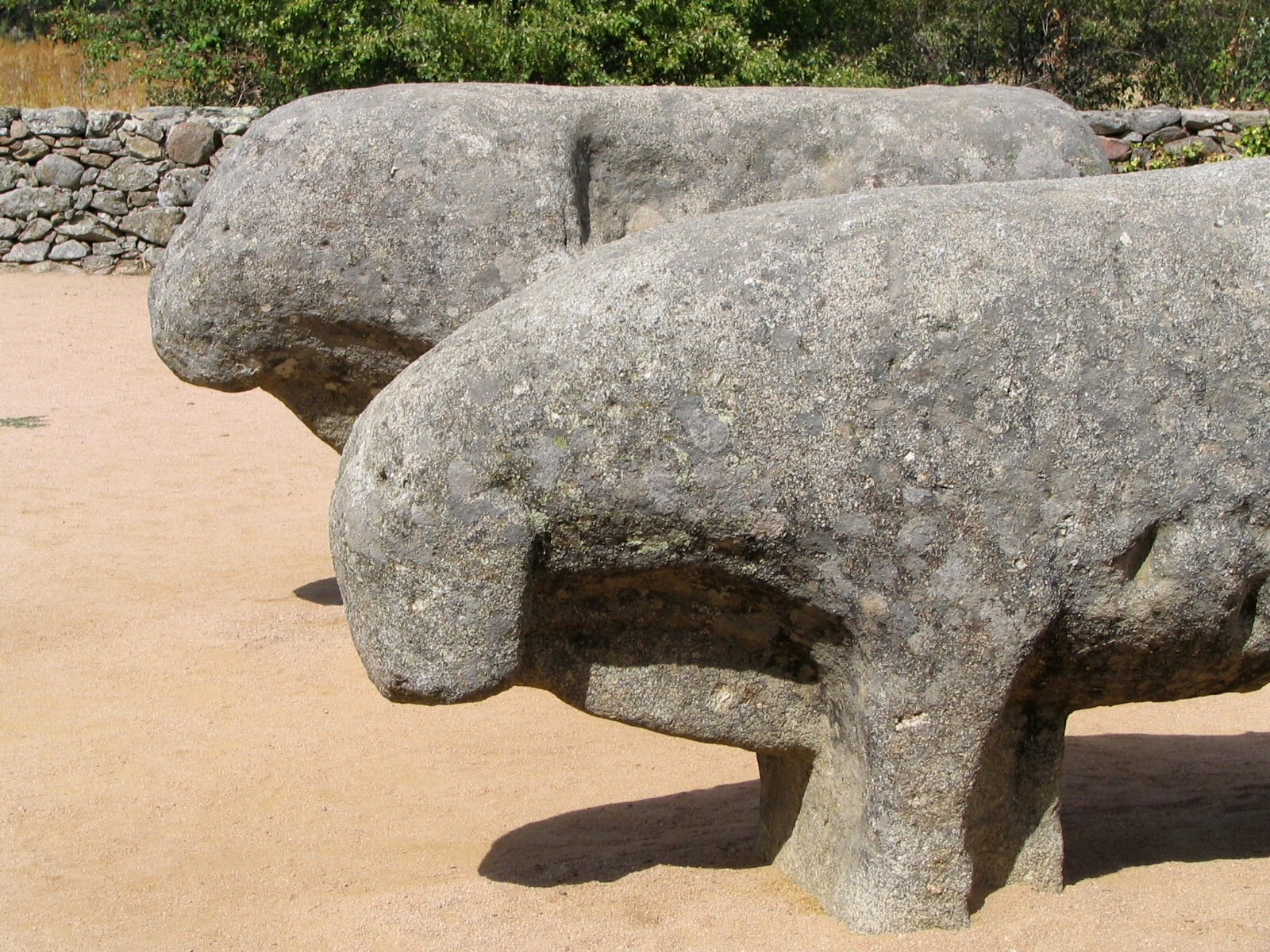
Toros de Guisando.

La construcció dels celtibers més característica és el castro, un poblat amb recintes emmurallats aixecat al cims d'una muntanya. Se'n troben en les àrees ocupades pels celtes a la vall del Duero o a Galícia: Las Cogotas (Àvila) i Castro de Santa Trega (Pontevedra).
Una mica més tardana, i en relació amb la cultura ibèrica, són les ciutats dels arevacs, algunes de les quals amb un gran desenvolupament urbanístic, com a Numància, i altres de més primitives, excavades les cases i els carrers sobre la roca, com a Termància.
L'escultura està representada fonamentalment pels verros, figures d'animals que s'assemblen a toros, protectors de la ramaderia. Són característics d'aquesta escultura animalista els Toros de Guisando (Àvila).

## Peces de l'art celta
- Fermall de Tara.
- Calze de Ardagh.
- Calze de Derrynaflan.
- Evangelis de Lindisfarne.
- Llibre de Kells.
- Llibre de Durrow.
- Creu de Muiredach.